# Radó von Kövesligethy

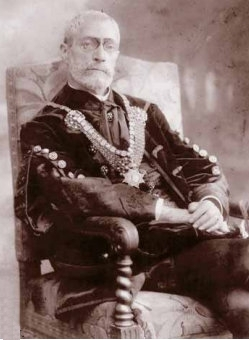
Radó von Kövesligethy um 1895

Radó von Kövesligethy (* 1. September 1862 in Verona; † 12. Oktober 1934 in Budapest) war ein ungarischer Astronom und Geophysiker.

## Leben
Radó Kövesligethy wurde als unehelicher Sohn des József Konek, Hauptmann in der österreichisch-ungarischen Armee, und der Josephine Renz in Verona geboren und Rudolf genannt. Nach der Abtretung Venetiens an Italien nach der verlorenen Schlacht von Königgrätz und dem Abzug der österreichischen Truppen 1866 verblieb er bei der Mutter, die mit ihm in ihr Elternhaus nach Illereichen in Bayern zog. 1872 heiratete seine Mutter den aus einer alten ungarischen Adelsfamilie stammenden Juristen Károly Kövesligethy, der ihn adoptierte. Radó Kövesligethy besuchte von 1873 bis 1881 das staatliche Gymnasium in Pressburg und studierte anschließend an der Universität Wien Mathematik, Astronomie und Physik, insbesondere bei Theodor von Oppolzer und Josef Stefan. 1884 wurde er mit der Dissertation Prinzipien der mathematischen Spectralanalysis zum Dr. phil. promoviert.
Bereits 1882 wurde Kövesligethy Gehilfe an der Universitätssternwarte Wien und 1883 Observator. Nach dem Studium arbeitete er an der Sternwarte in Ógyalla mit Miklós Konkoly-Thege, mit dessen Familie er seit seiner Schulzeit freundschaftlich verbunden war und der ihn als Mentor unterstützte. Loránd Eötvös überzeugte ihn, 1888 als sein Assistent an das Physikalische Institut der Universität Budapest zu kommen. Im Sommer 1891 nahm er an Eötvös’ Gravitationsexperimenten am Ság-hegy teil. 1889 habilitierte er sich als Privatdozent, 1897 wurde er außerordentlicher Professor. 1904 wurde er zum ordentlichen Professor für Kosmographie und Geophysik an der Universität Budapest ernannt, ein Amt, das er bis zum Eintritt in den Ruhestand 1932 innehatte.
1906 gründete er in Budapest das Ungarische Seismographische Recheninstitut und das Seismologische Observatorium der Universität. Von 1897 bis 1914 war er Redakteur der Mathematikai Lapok (Mathematische Blätter) und Redaktionsmitglied der Beiträge zur Geophysik. Von 1906 bis 1916 war er Sekretär, später Generalsekretär der Association Internationale de Seismologie. 1916/1917 war er Dekan der philosophischen Fakultät der Universität Budapest.
Kövesligethy starb nach langer Krankheit am 12. Oktober 1934 und wurde am Kerepesi temető in Budapest beigesetzt.

## Leistungen
Kövesligethy beschäftigte sich zunächst mit der damals aufkommenden Spektroskopie. In Ógyalla beobachtete er die Spektren von über 2000 Sternen in Ergänzung des Potsdamer Katalogs von Vogel und Müller. Sein Katalog wurde 1884–1886 auf Ungarisch, 1887 auf Deutsch veröffentlicht (wie damals üblich unter dem Namen Konkolys). Als einer der ersten versuchte Kövesligethy, die Spektroskopie vom rein beschreibenden Charakter auf ein mathematisches Fundament zu stellen. Unter verschiedenen Annahmen der Wechselwirkung von Strahlung und Materie entwickelte er die erste erfolgreiche Gleichung der Schwarzkörperstrahlung mit folgenden Eigenschaften: Die Verteilung des Strahlungsspektrums hängt nur von der Temperatur ab, die Gesamtabstrahlung ist endlich und die Wellenlänge des Intensitätsmaximums ist umgekehrt proportional zur Temperatur. Seine Ergebnisse, 1885 auf Ungarisch, 1890 auf Deutsch veröffentlicht, blieben jedoch relativ unbeachtet und wurden erst etliche Jahre später von Wilhelm Wien (Wien'sches Verschiebungsgesetz, 1893) bzw. Max Planck (Planck’sches Strahlungsgesetz, 1900) erneut formuliert.
Ab etwa 1900 galt sein Interesse zunehmend der Seismologie. Er versuchte, das Erdinnere mittels seismischer Wellen zu erforschen und Erdbeben vorherzusagen. Unter Anwendung der Elastizitätstheorie konnte er den Emersionswinkel und die Tiefe des Erdbebenherdes bestimmen.
Kövesligethy initiierte ein Netzwerk von seismologischen Stationen in Ungarn, 1902 nahmen die ersten den Betrieb auf, bis 1914 waren es zehn Stationen. In den 1930er Jahren leitete er zwei Expeditionen, die die seismologischen Charakteristiken der Adria untersuchen sollten.
Kövesligethy war auch die Volksbildung ein wichtiges Anliegen und er spiele eine aktive Rolle bei der Gründung der Budapester Urania 1899.

## Ehrungen
- Signum Laudis, 1900
- Orden der Krone von Italien (Komtur), 1908
- ordentliches Mitglied der Ungarischen Akademie der Wissenschaften, 1909
- Lóczi-Medaille der Ungarischen Geographischen Gesellschaft, 1924
- Büste im Pantheon der Naturwissenschaftlichen Fakultät der Eötvös-Loránd-Universität, 1999[1]
- Benennung des Asteroiden (117713) Kövesligethy[4]

## Veröffentlichungen

### Bücher
- A folytonos spektrumok elmélete (Die Theorie der ununterbrochenen Spektren), Magyar Tudományos Akadémia, 1882
- Grundzüge der theoretischen Spektralanalyse. Schmidt, Halle an der Saale, 1890
- A mathematikai és csillagászati földrajz kézikönyve (Handbuch der mathematischen und astronomischen Geographie), Kogutowitz és Társa, 1899
- A világegyetem (Das Weltall), 1906

### In Zeitschriften
- Ueber den Farbenwechsel α ursae majoris. In: Wochenschrift für Astronomie, Meteorologie und Geographie, Band 24 (1881), S. 313–314
- Orbits of Meteor-streams, deduced from Observations made during the years 1871—1880 in Hungary. In: Monthly Notices of the Royal Astronomical Society, Band 42 (1882), S. 310–323
- Spektralphotometrische Untersuchungen. Beobachtungen angestellt am Astrophysikalischen Observatorium in Ogyalla, Band 7 (1885), S. 17–25
- Beobachtungen des Cometen 1881 III am Meridiankreise der Stockholmer Sternwarte. In: Astronomische Nachrichten, Band 115 (1886), S. 231–232
- Beobachtungen des Andromeda-Nebels. In: Astronomische Nachrichten, Band 115 (1886), S. 305–310
- Über eine neue Methode der Farbenbestimmung der Sterne. In: Sirius (1887), S. 219–223
- The physical meaning of the star-magnitude. In: Astrophysical Journal, Band 11 (1900), S. 350–356
- Seismonomia. In: Bollettino della Società Sismologica Italiana, Band 11 (1906), S. 113–250